# Китолов
Китолов је лов на китове, најчешће с бродова. Циљ је био добијање китове масти за гориво али је служио и као индустријска сировина. За разлику од китове масти, китово месо је почело играти неку комерцијалну улогу тек пред крај 20. века. Осим тога, неки рибари мисле да би китове требало десетковати јер осим болести, немају природних непријатеља па ће дестабилизовати еколошку равнотежу.
Најранији облици китолова датирају најмање од око 3000. године п. н. е. Приобалне заједнице широм света имају дугу историју свакодневне употребе китова, лова на делфине и коришћења угинулих китова насуканих на обалу. Индустријски китолов појавио се са организованом флотом китоловаца у 17. веку; конкурентном националном индустријом китолова у 18. и 19. веку; и увођењем фабричких бродова заједно са концептом убирања китова у првој половини 20. века. До касних 1930-их, више од 50.000 китова је убијано годишње. Године 1986. Међународна комисија за лов на китове (IWC) забранила је комерцијални улов китова због екстремног исцрпљивања већине залиха китова.
Савремени китолов је предмет интензивне расправе. Канада, Исланд, Јапан, Норвешка, Русија, Јужна Кореја, Сједињене Државе и данске зависне територије, Фарска Острва и Гренланда настављају лов у 21. веку. Земље које подржавају комерцијални лов на китове, нарочито Исланд, Јапан и Норвешка, желе да укину мораторијум IWC-а на одређене залихе китова за лов. Анти-китоловне земље и еколошке групе противе се укидању забране. Према условима мораторијума IWC-а, абориџински китолов је дозвољен да се настави зарад издржавања. Током протеклих неколико деценија, посматрање китова постало је значајна индустрија у многим деловима света; у неким земљама је заменило китолов, али у неколико других два пословна модела постоје у непријатној напетости. Хватање живих китова за приказивање у акваријумима (на пример, китови убице у заточеништву) се наставља.

## Заштита
Још између два светска рата, Лига народа је покушала ставити китове под заштиту, и 1935. је ступила на снагу забрана китолова, али је важила само за њене чланице. Како Енглеска и Норвешка нису биле чланице Лиге народа, њихове флоте китоловаца су само имале више посла да задовоље глад за сировинама која је и даље трајала.
И данас, на темељу приговора конвенцији о забрани лова на китове, Норвешка дозвољава лов на њих.
Током 20. века убијено је око 3 милиона китова. Поставља се велико питање да ли ће се разне врсте китова уопште моћи опоравити довољно да преживе 21. век.

## Занимљивости
Први Србин који је опловио свет средином 19. века, Томо Скалица, описао је и китолов у својим путописима.